# وسام الحسين بن علي

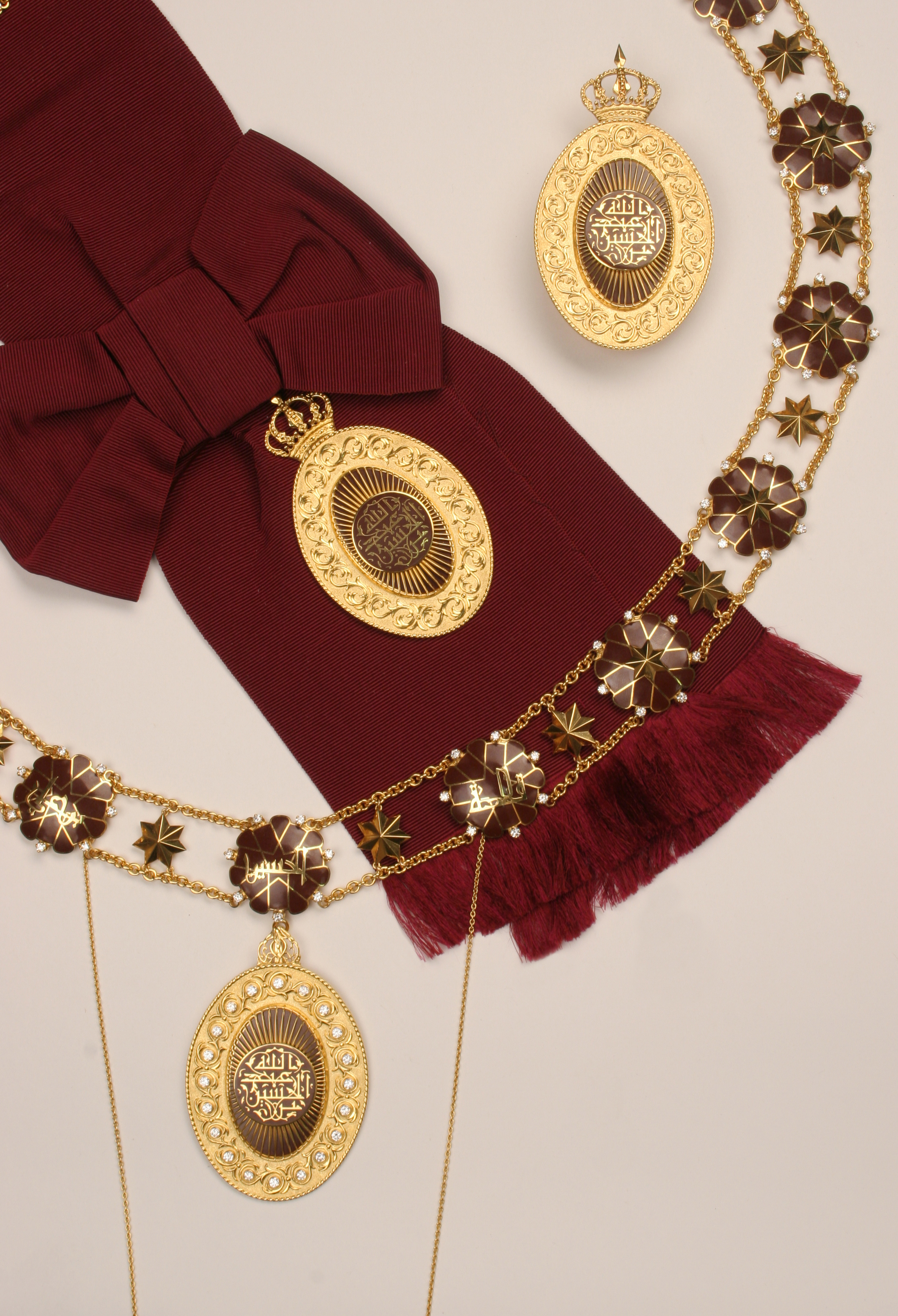
وسام الحسين بن علي

وشاح الوسام

وسام الحسين بن علي أو قلادة الحسين بن علي (نسبة إلى شريف مكة الملك الحسين بن علي الهاشمي مفجّر الثورة العربية الكبرى) هو أعلى مرتبة من ألقاب الفروسية في المملكة الأردنية الهاشمية. أنشأه الملك عبد الله الأول بن الحسين في 22 حزيران (يونيو) 1949، بهدف منحه للعاملين المستحقين في المجالات الخيرية المجزية ورؤساء الدول الأجنبية. أما الوشاح فقد قدمه الملك الحسين بن طلال في 23 أيلول (سبتمبر) 1967. حاليًا يقدم هذا الوسام الملك عبد الله الثاني بن الحسين للمتميزين في مجال المساعدات المعنوية أو التطوع في خدمة الجماهير. يقدم الوسام بدرجات، حيث يقدم مع وشاح وياقة أو مع وشاح فقط.

## الوصف
مواصفات القلادة حسب النموذج المحفوظ في الديوان الملكي الهاشمي:
- إطار معدني بداخلة قلادة بيضاوية الشكل مع 16 زهرة على شكل وردة وبين الزهرات 16 نجمة سباعية، ويبلغ وزن الذهب الإجمالي 454 غم. والسلسلة مكونة من حلقات بيضاوية الشكل قياسها 3,5 مم × 4 مم وبسماكة ,95 مم.
- يكون كل وردة قطرها 34 مم وبسماكة ,8 مم وتثبت على جهة واحدة بلون أحمر بني ومصقول من الوجهين.
- كل زهرة تحتوي على 7 ماسات صغيرة بمجموع 112 حجر ماس على الإطار بوزن إجمالي 7,8 قيراط.

## طالع أيضًا
- وسام النهضة
- وسام الاستقلال